# Mona Freeman
Mona Freeman, właśc. Monica Elizabeth Freeman (ur. 9 czerwca 1926 w Baltimore, zm. 23 maja 2014 w Beverly Hills) – amerykańska aktorka filmowa i telewizyjna, malarka.

## Wybrana filmografia

### seriale
- 1956: Zane Grey Theater jako Sandy Neal
- 1959: Johnny Ringo jako Marilyn Barber
- 1960: Thriller jako Dora Kendall

### filmy
- 1944: Znowu razem jako Diana Crandall
- 1947: Mama nosiła trykoty jako Iris Burt
- 1951: Dear Brat jako Miriam
- 1954: Before i Wake jako April Haddon
- 1958: The World Was His Jury jako Robin Carson